# Homalium stipulaceum
Homalium stipulaceum är en videväxtart som beskrevs av Friedrich Welwitsch och Maxwell Tylden Masters. Homalium stipulaceum ingår i släktet Homalium och familjen videväxter. Inga underarter finns listade i Catalogue of Life.